# Crossopalpus flavipalpis
Crossopalpus flavipalpis är en tvåvingeart som beskrevs av Nikolai Vasilevich Kovalev 1979. Crossopalpus flavipalpis ingår i släktet Crossopalpus och familjen puckeldansflugor. Inga underarter finns listade i Catalogue of Life.